# 勒克勒佐站
勒克勒佐站是法国的一个铁路车站，位于法国中部城市勒克勒佐。

## 位置
勒克勒佐站位于勒克勒佐市区的北部，讷韦尔－沙尼铁路125.644公里处。车站大致呈西北-东南走向，开口朝西南。
勒克勒佐市区东部还有一个"勒克勒佐TGV站"，但勒克勒佐站内没有联络线可前往该站。为防止本站与后者混淆，勒克勒佐站的官方名称为"勒克勒佐城站"（Gare du Creusot-Ville），但事实上"城"这个后缀很少使用。

## 停靠线路
以下列车线路在勒克勒佐站停靠：
| 勒克勒佐站列车线路表 |      |                |        |              |
| 线路                 | 车种 | 上一站         | 下一站 | 大致运行频率 |
| 讷韦尔—第戎          | TER  | 德西兹/埃唐    | 蒙沙南 | 每天7趟左右  |
| 欧坦—第戎            | TER  | 埃唐           | 蒙沙南 | 每天1趟      |
| 埃唐—蒙沙南          | TER  | 马尔马涅（71） | 蒙沙南 | 每天2趟左右  |
| 1.                   |      |                |        |              |

## 配套交通

### 长途客车
| 停靠勒克勒佐站的大巴车 |                                        | |
| 上下车地点             | 运营单位                               | 主要线路及目的地 |
| 勒克勒佐站门口         | 勃艮第-弗朗什-孔泰 大区城际客运 MobiGo | LR706 勒克勒佐TGV站 · 托尔西 · 马尔马涅 · 昂蒂利 · 欧坦 LR707 托尔西 · 蒙沙南 · 勒克勒佐TGV站 · 圣雷米 · 索恩河畔沙隆 LR712 托尔西 · 蒙沙南 · 摩罗日 · 索恩河畔沙隆 LR719 托尔西 · 马尔马涅 · 布罗瓦 · 埃唐 |
| 勒克勒佐站门口         | SNCF Car TER                           | （当铁路线施工或罢工时，SNCF可能会提供途径该线路沿途站点的大巴车） |
| 1. 2. 3. 4.            |                                        | |

### 城市公共交通
| 勒克勒佐站附近的市内公共交通线路 |                | |
| 公交车站名称                     | 位置           | 停靠线路 |
| 火车站                           | 勒克勒佐站门口 | C1 勒克勒佐-阿弗勒尔2000 ↔ 蒙沙南-布勒图树林 C2 勒布勒伊-商业中心 ↔ 勒克勒佐-二战解放日 C3 勒克勒佐-神学院 ↔ 蒙瑟尼-教堂广场 TGV 勒克勒佐-神学院 ↔ 勒克勒佐TGV站 ↔ 蒙梭矿-火车站 |
| 1.                               |                | |

## 临近车站
| 勒克勒佐站（Gare du Creusot） |                  |                  |
| 上行车站                      | 线路             | 下行车站         |
| 克勒佐下马尔马涅站 6.3km ←    | 讷韦尔－沙尼铁路 | 蒙沙南站 → 7.6km |